# Sínodo de Letrán (1059)
El Sínodo de Letrán de 1059 fue una asamblea eclesiástica convocada en la basílica de Letrán en Roma por el papa Nicolás II (r. 1059-1061).

## Contexto histórico
El sínodo de Letrán de 1059 se reunió el 13 de abril en el cuadro de la reforma gregoriana, un amplio movimiento para reformar la iglesia católica en el siglo XI.
Las decisiones del sínodo suscitaron la oposición de las iglesias del Sacro Imperio Romano Germánico, bajo la influencia del brazo secular y político, atreviéndose los obispos alemanes a pronunciar una 'sentencia de excomunión' contra el papa en 1061. Nicolás II rompió la sentencia y unió a los obispos italianos del 3 al 23 de agosto de 1059 en el sínodo de Melfi en el sur de Italia.

## Decisiones del Sínodo
El sínodo de 1059 tomó importantes decisiones:
- Hizo de los cardenales los únicos electores de los papas, siendo siempre teóricamente confirmada su elección por la aclamación del clero y del pueblo romano (decreto de abril de 1059).  Se defendía la preeminencia del poder espiritual por encima del temporal.[2]
- Prohibía a los sacerdotes recibir una iglesia de manos de cualquier poder secular, es decir, la entrega de un oficio eclesiástico por parte de un laico.
- Renovación de los cánones contra la simonía y el nicolaísmo.[3]
- Condenaba la teoría de Ratramno de Corbie, considerada herética. En su obra De corpore et sanguine Domini (Sobre el cuerpo y la sangre del Señor),[4] escrita en el siglo IX, Ratramno afirmaba que durante la consagración, el pan y el vino no se convertían realmente en el cuerpo y la sangre de Cristo, sino solo “metafóricamente“. Su obra fue puesta en el Index y condenada a ser quemada.